# Jeff Mathis
Jeffery Stephen Mathis (né le 31 mars 1983 à Marianna, Floride, États-Unis) est un receveur de la Ligue majeure de baseball. 

## Carrière
Jeff Mathis est repêché par les Angels d'Anaheim au premier tour de sélection en juin 2001. Il fait ses débuts en Ligue majeure avec l'équipe californienne en août 2005 et participe à 5 parties, frappant un coup sûr en trois présences au bâton.
Depuis 2006, il est receveur substitut pour les Angels.
Le 19 octobre 2009, ce frappeur qui n'affichait qu'une faible moyenne au bâton de,200 en carrière s'illustre en cognant un double à la fin de la 11e manche du troisième match de la Série de championnat de la Ligue américaine, donnant aux Angels une importante victoire de 5-4 sur les Yankees de New York.
En décembre 2011, les Angels échangent Mathis aux Blue Jays de Toronto en retour du lanceur Brad Mills. Il frappe pour ,218 avec 8 circuits et 27 points produits en 71 matchs pour Toronto en 2012.
Le 25 juillet 2012 dans une défaite de 16-0 des Blue Jays aux mains des A's d'Oakland, Mathis devient le 13e joueur de l'histoire des majeures à jouer comme receveur et lanceur dans un même match. Frappeur suppléant en 2e manche pour J. P. Arencibia, il prend à la manche suivante la place de ce dernier derrière le marbre et, le match déjà hors de portée des Jays, lance la 9e reprise où il accorde deux points sur trois coups sûrs.
Mathis passe aux Marlins de Miami dans la méga-transaction à 12 joueurs avec les Blue Jays le 19 novembre 2012. L'arrêt-court Yunel Escobar, le voltigeur Jake Marisnick, le joueur d'avant-champ Adeiny Hechavarria, les lanceurs droitiers Adeiny Hechavarria et Anthony DeSclafani et le lanceur gaucher Justin Nicolino sont cédés aux Marlins contre le lanceur droitier Josh Johnson, l'arrêt-court José Reyes, le lanceur gaucher Mark Buerhle, le receveur John Buck et le joueur d'utilité Emilio Bonifacio.

## Statistiques
| Saison | Équipe    | G   | AB  | R   | H   | 2B | 3B | HR | RBI | SB | BA    |
| ------ | --------- | --- | --- | --- | --- | -- | -- | -- | --- | -- | ----- |
| 2005   | LA Angels | 5   | 3   | 1   | 1   | 0  | 0  | 0  | 0   | 0  | 0,333 |
| 2006   | LA Angels | 23  | 55  | 9   | 8   | 2  | 0  | 2  | 6   | 0  | 0,228 |
| 2007   | LA Angels | 59  | 171 | 24  | 36  | 12 | 0  | 4  | 23  | 0  | 0,211 |
| 2008   | LA Angels | 94  | 283 | 35  | 55  | 8  | 0  | 9  | 42  | 2  | 0,194 |
| 2009   | LA Angels | 84  | 237 | 26  | 50  | 8  | 0  | 5  | 28  | 2  | 0,211 |
| 2010   | LA Angels | 68  | 205 | 19  | 40  | 6  | 1  | 3  | 18  | 3  | 0,195 |
| Totaux | Totaux    | 333 | 954 | 114 | 190 | 36 | 1  | 23 | 117 | 7  | 0,199 |

| Saison | Équipe    | G  | AB | R | H | 2B | 3B | HR | RBI | SB | BA    |
| ------ | --------- | -- | -- | - | - | -- | -- | -- | --- | -- | ----- |
| 2007   | LA Angels | 2  | 3  | 0 | 0 | 0  | 0  | 0  | 0   | 1  | 0,000 |
| 2008   | LA Angels | 1  | 2  | 0 | 1 | 0  | 0  | 0  | 0   | 0  | 0,500 |
| 2009   | LA Angels | 7  | 15 | 2 | 8 | 5  | 0  | 0  | 1   | 0  | 0,533 |
| Totaux | Totaux    | 10 | 20 | 2 | 9 | 5  | 0  | 0  | 2   | 0  | 0,450 |

Note : G = Matches joués ; AB = Passages au bâton; R = Points ; H = Coups sûrs ; 2B = Doubles ; 3B = Triples ; 
HR = Coup de circuit ; RBI = Points produits ; SB = Buts volés ; BA = Moyenne au bâton.